# Ivan Murray Johnston
 (juillet 2023).
Ivan Murray Johnston est un botaniste américain né le 28 février 1898 et mort le 31 mai 1960.

## Biographie
Il a créé le genre Euplassa (Proteaceae) qui compte vingt espèces, et décrit Euplasa occidentalis. Il a aussi créé le genre de conifère monospécifique Fitzroya cupressoides (Cupressaceae) dédié au vice-amiral Robert Fitzroy (1805-1865), pionnier de la météorologie. I.M. Johnston a aussi décrit et nommé Astragalus sprucei (Fabaceae), Fuchsia hypoleuca (Onagraceae), espèces endémiques de l'Équateur. Il a également renommé Leucophyllum frutescens (Scrophulariaceae), arbuste persistant originaire du Sud des États-Unis.
Sa collection de plantes est conservée au jardin botanique du Rancho Santa Ana à Claremont et dans l’herbarium de Gray à l’université Harvard.